# Österreichischer Volleyball-Cup (Männer)
Der Österreichische Volleyball-Cup der Männer ist der Volleyball-Pokalbewerb in Österreich und wird vom Österreichischen Volleyballverband im K.-o.-System ausgetragen.
Erstmals fand der Österreichische Volleyball-Cup der Männer 1980/81 statt. Als erster Sieger ging der Post SV Wien hervor. Das HotVolleys Volleyballteam aus Wien konnte bis heute am häufigsten den Pokal gewinnen. Der Österreichische Volleyball-Cup der Männer wurde in der Zeit von 2007 bis 2019 nur mit österreichischen Spielern ausgetragen, auf den Einsatz von Legionären wird verzichtet.

## Österreichischer Volleyball-Cup-Sieger
Liste der Titelträger des Österreichischen Volleyball-Cups der Männer:
Der gesame Kader ist für den Bewerb einsatzberechtigt
| 1981: Post SV Wien 1982: Club A. Tyrolia Wien 1983: Club A. Tyrolia Wien 1984: Club A. Tyrolia Wien 1985: TJ Sokol V Wien 1986: TJ Sokol V Wien 1987: TJ Sokol V Wien 1988: TJ Sokol V Wien 1989: WAT Kagran 1990: TJ Sokol V Wien 1991: TJ Sokol V Wien 1992: Paris Lodron Salzburg 1993: Donaukraft Wien | 1994: Donaukraft Wien 1995: SG Paris Lodron Salzburg/ASV Salzburg 1996: Donaukraft Wien 1997: Donaukraft Wien 1998: Donaukraft Wien 1999: Donaukraft Wien 2000: Bayernwerk hotVolleys 2001: e.on hotVolleys 2002: Vienna hotVolleys 2003: Vienna hotVolleys 2004: VT Tiroler Wasserkraft 2005: Hypo Tirol Volleyballteam 2006: Hypo Tirol Volleyballteam |

Im Pokalbewerb werden nur österreichische Spielerinnen eingesetzt
| 2007: TSV Sparkasse Hartberg 2008: Hypo Tirol Volleyballteam 2009: aon hotVolleys 2010: VCA Hypo Niederösterreich 2011: hotVolleys Volleyballteam 2012: UVC Graz 2013: TSV Sparkasse Hartberg | 2014: Hypo Tirol Volleyballteam 2015: UVC Graz 2016: SG VCA Amstetten NÖ 2017: SG VCA Amstetten NÖ 2018: SG VCA Amstetten NÖ 2019: UVC Graz 2020: UVC Graz |

Der gesame Kader ist für den Bewerb einsatzberechtigt
| 2021: SK Aich/Dob 2022: Union Volleyball Waldviertel | 2023: Hypo Tirol Volleyballteam 2024: SK Aich/Dob |

## Liste der Titelträger
15 Titel
HotVolleys Volleyballteam: 1982, 1983, 1984, 1993, 1994, 1996, 1997, 1998, 1999, 2000, 2001, 2002, 2003, 2009, 2011
Der Verein wurde unter Club A. Tyrolia Wien, Donaukraft Wien, Bayernwerk hotVolleys, e.on hotVolleys, Vienna hotVolleys und aon hotVolleys Cupsieger.
6 Titel
Hypo Tirol Volleyballteam Innsbruck: 2004, 2005, 2006, 2008, 2014, 2023
Der Verein wurde unter VT Tiroler WasserKraft und Hypo Tirol Volleyballteam Innsbruck Cupsieger.
TJ Sokol V Wien: 1985, 1986, 1987, 1988, 1990, 1991
4 Titel
SG VCA Amstetten NÖ: 2010, 2016, 2017, 2018
Der Verein wurde unter VCA Hypo Niederösterreich und SG VCA Amstetten Cupsieger.
UVC Graz: 2012, 2015, 2019, 2020
Der Verein wurde UVC Holding Graz Cupsieger.
2 Titel
SK Aich/Dob: 2021, 2024
TSV Hartberg: 2007, 2013
Der Verein wurde unter TSV Sparkasse Hartberg Cupsieger.
Paris Lodron Salzburg: 1992, 1995
Der Verein wurde unter Paris Lodron Salzburg und SG Paris Lodron Salzburg/ASV Salzburg Cupsieger.
1 Titel
Union Volleyball Waldviertel: 2022
WAT Kagran: 1989
Post SV Wien: 1981